# William G. Dauben
William Garfield Dauben (* 6. November 1919 in Columbus (Ohio); † 2. Januar 1997) war ein amerikanischer Chemiker und Hochschullehrer.

## Leben
Dauben studierte ab 1937 Chemie, zunächst an der Ohio State University und anschließend in Harvard, wo er 1944 promovierte. 1945 ging er an die University of California, Berkeley, wo er 1947 zum Assistenzprofessor, 1952 zum außerordentlichen Professor und 1957 zum ordentlichen Professor befördert wurde. Von 1967 bis 1983 war Dauben Chefredakteur von Organic Reactions, darüber hinaus war er in der Redaktionsleitung des Journal of Organic Chemistry und Herausgeber von Organic Syntheses. Bis zu seinem Tod 1997 war er aktiv in der Forschung tätig.

## Wissenschaftliches Werk
Das wissenschaftliche Werk Daubners umfasste sehr unterschiedliche Bereiche der organischen Chemie.
Er untersuchte die Biogenese von Terpenen, Fettsäuren und Steroiden, beispielsweise unter Verwendung der C14-Markierung, und erforschte die Rolle von Squalen bei der Biosynthese von Cholesterin.
Im Bereich der Photochemie befasste er sich mit Dienen und ihre Verwendung bei der Synthese alizyklischer Verbindungen und gespannter Ringsysteme. So veröffentlichte er beispielsweise 1961 die photoinduzierte Valenzisomerisierung von Norbornadien zu Quadricyclan und 1982 die Synthese eines Fenestrans.
Er synthetisierte Basketan (1,1'-Bishomocuban) und beschrieb die thermische und mit Silberionen katalysierte Umlagerung von Basketan zu Snoutan.
Aus dem Bereich der Naturstoffchemie befasste er sich unter anderem mit der Totalsynthese von Cantharidin, einem Inhaltsstoff der Spanischen Fliege, über eine Hochdruck-Diels-Alder-Reaktion.

## Auszeichnungen
- 1950 und 1965: Guggenheim Fellowship[9]
- 1970: Mitglied der National Academy of Sciences
- 1973: Ernest Guenther Award[10]
- 1974: Mitglied der American Academy of Arts and Sciences[11]